# ریکروت
ریکروت (انگلیسی: Recruit) شرکت انتشارات ژاپنی است، که در سال ۱۹۶۳ تأسیس شد.